# Martha's Vineyard
Martha's Vineyard (dobesedno »Martin vinograd«) je otok v severnem Atlantskem oceanu, ki leži južno od (pol)otoka Cape Cod v ameriški zvezni državi Massachusetts.
Otok približno trikotne oblike meri 32 km v dolžino (vzhod–zahod) in 2–10 km v širino, obala pa je razčlenjena, s številnimi peščenimi rtiči, za katerimi so morski rokavi. Administrativno spada pod grofijo Dukes in je razdeljen na šest okrajev: Tisbury, Oak Bluffs, Edgartown, West Tisbury, Chilmark in Aquinnah.
Znan je zlasti kot poletno letovišče za premožne Američane, zaradi privlačnih plaž in blagega podnebja. Po popisu leta 2010 je imel 16.535 stalnih prebivalcev, poleti pa na njem prebiva tudi več kot 100.000 ljudi. Več kot polovica hiš je zasedena le sezonsko. Pri tem so življenjski stroški več kot pol višji od nacionalnega povprečja, cene nepremičnin pa skoraj dvakrat višje.